# Need for Speed: The Run
Need for Speed: The Run – osiemnasta odsłona serii wyścigów samochodowych pod tytułem Need for Speed, której premiera odbyła się 15 listopada 2011 roku. Gra została wyprodukowana przez EA Black Box i wydana przez Electronic Arts.

## Fabuła
Gracz wciela się w Jacka Rourke'a, który jest winny pieniądze organizacji przestępczej. Bohater może spłacić dług przez wygranie 25 milionów dolarów w nielegalnym wyścigu, zwanym Run, rozgrywającym się na trasie od San Francisco do Nowego Jorku. Jack nie ma wyboru i musi wziąć udział w tej szalonej rywalizacji oraz pokonać 210 innych kierowców. Sam Harper, współpracowniczka głównego bohatera informuje go, że nagroda główna w wyścigu uwolni go od mafii.

## Ścieżka dźwiękowa
- Black Keys – Lonely Boy
- Black Lips – The Lie
- Black Pistol Fire – Trigger On My Fire
- Brian Jonestown Massacre – The Way it Was
- BRMC – Beat the Devil's Tattoo
- Canned Heat – On the Road Again
- Dan Auerbach – Heartbroken, In Disrepair
- Dead Weather – Treat me Like Your Mother
- Donovan – Riki Tiki Tavi
- Endless Boogie – Empty Eye
- Gary Clark Jr. – Don't Owe You A Thang
- Girls Against Boys – Bulletproof Cupid
- Handsome Furs – Damage
- London Souls – The Sound
- Lykke Li – Get Some
- Mastodon – Curl Of The Burl
- Middle Class Rut – Alive or Dead
- Ministry – NWO
- Red Fang – Prehistoric Dog
- Reverend Horton Heat – Big Red Rocket of Love
- Rival Sons – Save Me
- The Black Angels – Better off Alone
- Unkle Feat. Nick Cave – Take the Money and Run
- Ritmo Machine – La Calle
- MonstrO – Solar